# Karol Badecki
Karol Józef Badecki (ur. 28 stycznia 1886 we Lwowie, zm. 10 lutego 1953 w Krakowie) – polski historyk literatury, bibliotekoznawca, badacz dziejów Lwowa.

## Życiorys
Urodził się w rodzinie Szymona Tadeusza (kierownika oddziału archiwum miejskiego we Lwowie), i Teofili z Buczków. Od 1896 kształcił się w V i VI gimnazjum we Lwowie. Maturę gimnazjalną otrzymał w 1904. Następnie studiował historię i filologię polską na Uniwersytecie Lwowskim (1904–1909). Po studiach, w latach 1911–1914, pracował jako nauczyciel języka polskiego w gimnazjach lwowskich. W 1912 obronił doktorat na Uniwersytecie Lwowskim na podstawie pracy Jan Rybiński, poeta polski XVI wieku, żywot i dzieła z przydaniem informacji o innych Rybińskich. W 1913 jako zastępca nauczyciela został przeniesiony z C.K. VIII Gimnazjum we Lwowie do oddziałów równorzędnych C.K. IV Gimnazjum we Lwowie.
Przez kilkadziesiąt lat pozostawał związany z Archiwum miasta Lwowa – był początkowo pracownikiem naukowym (1914–1916), następnie archiwariuszem (1916–1920), zastępcą dyrektora (1920–1937), wreszcie dyrektorem (1937–1944). Uwzględniając wymogi współczesnej mu archiwistyki dokonał unowocześnienia Archiwum oraz znacznie wzbogacił jego bibliotekę. W 1937 obronił habilitację i uzyskał tytuł docenta historii literatury polskiej na Wydziale Humanistycznym Uniwersytetu Jana Kazimierza we Lwowie. W 1938 na UJK rozszerzył habilitację na archiwistykę i bibliotekoznawstwo. W latach 1937–1944 był także dyrektorem Muzeum Historycznego Miasta Lwowa. W 1944 został starszym bibliotekarzem Biblioteki Uniwersytetu im. Iwana Franki we Lwowie.
W 1945 w wyniku przymusowych wysiedleń Polaków ze Lwowa przeniósł się do Krakowa. Podjął pracę na Uniwersytecie Jagiellońskim, został kierownikiem księgozbiorów Biblioteki Jagiellońskiej; zajął się m.in. uporządkowaniem materiałów zwożonych do Biblioteki Jagiellońskiej w pierwszych latach po II wojnie światowej.  W 1948 został profesorem tytularnym UJ, przeniósł się jednocześnie na dwa lata do Wrocławia na stanowisko dyrektora Biblioteki Zakładu Narodowego im. Ossolińskich. Od 1950 był kustoszem Biblioteki Jagiellońskiej. Prowadził na uniwersytecie wykłady z bibliotekoznawstwa i archiwistyki.
Był członkiem towarzystw i akademii naukowych. Od 1922 był członkiem przybranym Towarzystwa Naukowego we Lwowie, ponadto należał do Towarzystwa Przyjaciół Ossolineum, Towarzystwa Literackiego im. Adama Mickiewicza, Wrocławskiego Towarzystwa Naukowego. W latach 30. był członkiem zarządu głównego Towarzystwa Badania Historii Obrony Lwowa i Województw Południowo-Wschodnich. W 1938 został członkiem korespondentem PAU, w 1945 członkiem korespondentem Towarzystwa Naukowego Warszawskiego.
Zainicjował badania polskiej XVII-wiecznej literatury mieszczańskiej. Odkrył wiele zabytków literatury mieszczańskiej, opracował i wydał kilka monografii (Polska komedia rybałtowska, 1931; Polska liryka mieszczańska, 1936; Polska fraszka mieszczańska, 1948; Polska satyra mieszczańska, 1950). Zajmował się inwentaryzacją bibliotek z dawnych dworów, m.in. Lubomirskich z Przeworska i Potockich z Krzeszowic.
Jego żoną była Ludwika z domu Blicharska (1886–1954).
Zmarł w Krakowie, pochowany 14 lutego 1953 na cmentarzu Rakowickim (kwatera VII-8-32).

## Niektóre publikacje
- Aleksander Fredro a Zygmunt Krasiński (1910)
- Średniowieczne ludwisarstwo lwowskie (1921)
- Literatura mieszczańska w Polsce XVII wieku (1925)
- Biblioteka miasta Lwowa (1926)
- Zabytki i instytucje kulturalne Lwowa (1927)
- Zabytki literatury mieszczańskiej w Bibliotece Kórnickiej (1928)
- Zabytki literatury mieszczańskiej XVII wieku. Polska komedia rybałtowska (1931)
- Polska liryka mieszczańska. Pieśni, tańce, padwany (1937)
- Polska fraszka mieszczańska. Minucje sowizdrzalskie (1948)
- Polska satyra mieszczańska. Nowiny sowizdrzalskie (1950)
- Z badań nad literaturą mieszczańsko-ludową XVII wieku (1951)

## Ordery i odznaczenia
- Krzyż Oficerski Orderu Odrodzenia Polski (20 września 1951)[10]

## Nagrody
- nagroda Towarzystwa Naukowego we Lwowie za pracę Literatura mieszczańska w Polsce XVII wieku (1926)
- Państwowa Nagroda Naukowa II stopnia za całokształt działalności bibliograficznej i edytorskiej w zakresie literatury mieszczańskiej XVII wieku i wydobycie na jaw postępowego nurtu w literaturze polskiej tego okresu (1950)[11]